# Gloria (álbum de Sam Smith)
Gloria é o quarto álbum de estúdio da personalidade britânica Sam Smith, lançado em 27 de janeiro de 2023, através da gravadora Capitol Records. Gloria gerou dois singles: "Love Me More", lançado em 28 de abril de 2022, e "Unholy", lançado em 22 de setembro de 2022, com a colaboração da cantora alemã Kim Petras.

## Antecedentes e gravação
O álbum foi gravado entre Los Angeles, nos Estados Unidos, Londres, na Inglaterra, e a Jamaica, com Smith trabalhando com seus colaboradores habituais Jimmy Napes, Stargate e Ilya Salmanzadeh. Smith afirmou que o álbum "parece um crescimento" e os levou "através de alguns tempos sombrios", e expressou a esperança de que ele também pudesse ser um "farol" para os ouvintes. Um comunicado à imprensa chamou-o de "revolução pessoal" para Smith, contendo o "som deslumbrante, suntuoso, sofisticado, inesperado, e às vezes emocionante e ousado, do coração criativo de Sam hoje", bem como letras sobre "sexo, mentiras, paixão, autoexpressão, e imperfeição".

## Lista de faixas
| Gloria – Edição padrão |                                     |                                                                            |                                      |         |  |
| N.º                    | Título                              | Compositor(es)                                                             | Produtor(es)                         | Duração |  |
| 1.                     | "Love Me More"                      | Smith James Napier Mikkel Eriksen Tor Hermansen                            | Smith Jimmy Napes StarGate           | 3:23    |  |
| 2.                     | "No God"                            | Smith Napier Eriksen Hermansen                                             |                                      |         |  |
| 3.                     | "Hurting Interlude"                 | Smith Napier Eriksen Hermansen                                             |                                      |         |  |
| 4.                     | "Lose You"                          | Smith Napier Ilya Salmanzadeh Blake Slatkin Henry Russell Walter Omer Fedi |                                      |         |  |
| 5.                     | "Perfect" (com Jessie Reyez)        | Smith Napier Eriksen Hermansen                                             |                                      |         |  |
| 6.                     | "Unholy" (com Kim Petras)           | Smith Napier Salmanzadeh Slatkin Walter Fedi Kim Petras                    | Smith Napes Ilya Slatkin Cirkut Fedi | 2:36    |  |
| 7.                     | "How to Cry"                        | Smith Napier Salmanzadeh Slatkin Walter Fedi                               |                                      |         |  |
| 8.                     | "Six Shots"                         | Smith Napier Dylan Teixeira Nesbitt Wesonga Carlos Munoz Raymond Komba     |                                      |         |  |
| 9.                     | "Gimme" (com Koffee e Jessie Reyez) | Smith Napier Eriksen Hermansen                                             |                                      |         |  |
| 10.                    | "Dorothy's Interlude"               | Harold Arlen Edgar Yispel Harburg                                          |                                      |         |  |
| 11.                    | "I'm Not Here to Make Friends"      | Smith Napier Eriksen Hermansen                                             |                                      |         |  |
| 12.                    | "Gloria"                            | Smith Foy Vance                                                            |                                      |         |  |
| 13.                    | "Who We Love" (com Ed Sheeran)      | Smith Napier Edward Sheeran Johnny McDaid Steve McCutcheon Fred Gibson     |                                      |         |  |

## Performance comercial
Gloria estreou em primeiro lugar na UK Albums Chart, a principal parada musical do Reino Unido, tornando-se o terceiro álbum não consecutivo do cantor a chegar ao topo, se juntando a In the Lonely Hour (2014) e The Thrill of It All (2017). Na Austrália, Gloria se tornou o primeiro disco de Smith a estrear no topo da ARIA Albums Chart.
O álbum estreou na sétima posição da Billboard 200, com 39 000 unidades equivalmentes a um álbum, sendo a quarta vez que Smith tinha um álbum no Top 10 nos Estados Unidos.

## Tabelas musicais
| Paradas (2023)                        | Melhor posição |
| ------------------------------------- | -------------- |
| Austrália (ARIA)                      | 1              |
| Áustria (Ö3 Austria Top 40)           | 8              |
| Bélgica (Ultratop Flandres)           | 4              |
| Bélgica (Ultratop Valônia)            | 11             |
| Canadá (Billboard)                    | 4              |
| Países Baixos (Dutch Charts)          | 2              |
| Dinamarca (Hitlisten)                 | 14             |
| Finlândia (Suomen virallinen lista)   | 11             |
| França (SNEP)                         | 21             |
| Alemanha (Offizielle Deutsche Charts) | 6              |
| Islândia (Plötutíðindi)               | 8              |
| Irlanda (Official Irish Albums)       | 1              |
| Itália (FIMI)                         | 20             |
| Japão (Oricon)                        | 26             |
| Japão (Billboard Japan)               | 52             |
| Lituânia (AGATA)                      | 7              |
| Nova Zelândia (RMNZ)                  | 2              |
| Noruega (VG-lista)                    | 4              |
| Escócia (Official Scottish Albums)    | 1              |
| Espanha (PROMUSICAE)                  | 11             |
| Suécia (Sverigetopplistan)            | 6              |
| Suíça (Schweizer Hitparade)           | 2              |
| Reino Unido (Official Albums Chart)   | 1              |
| Estados Unidos (Billboard 200)        | 7              |